# Albert Delègue
Pour les articles homonymes, voir Delègue.
Albert Delègue, né le 2 mai 1963 à Mérilheu et mort le 14 avril 1995 à Toulouse, est un mannequin français de renommée internationale, qui a travaillé pour les agences Success et IPS Models.
Il est, avec Werner Schreyer, Marcus Schenkenberg, Cameron Alborzian, Greg Hansen ou encore Alain Gossuin, l'un des mannequins de l'agence Success dans les années 1990.

## Carrière
Albert Delègue a des contrats pour les marques suivantes :
- Bourgeois, Sonia Rykiel, Calvin Klein, Versace, Giorgio Armani[2],[3] ;
- Daniel Hechter, Kenzo, Chevignon, Morgan, Valentino, Iceberg, René Lezard (de)[4].

## Décès
Albert Delègue décède le 14 avril 1995 à l'hôpital Purpan de Toulouse des suites d'un accident de jet-ski selon ses proches, mais l'AFP annonce qu'il est décédé des suites de la contamination par le virus du sida, information reprise dans la presse, notamment le journal L'Humanité du 19 avril 1995 .
Alain Gossuin témoigne à ce sujet dans l'émission Tout est possible, confirmant les publications de la presse, mais l'enregistrement n'est pas diffusé sur intervention de la famille d'Albert Delègue,,.

## Hommages
En 1999, son nom est donné à un trophée de boardercross et hydrospeed créé à Mérilheu dans les Hautes-Pyrénées.
Un reportage lui est dédié dans l'émission Sagas, diffusé sur TF1 le 25 août 1999.
En 2019, le site américain LGBTQ Nation (en) consacre une page au mannequin.